# Cameron (Arizona)
Cameron (navajo: Naʼníʼá Hasání) è un census-designated place degli Stati Uniti d'America, situato nella contea di Coconino nello Stato dell'Arizona.
Secondo il censimento del 2010 gli abitanti erano 885. Cameron si trova al termine della Arizona State Route 64, che collega questa località al parco nazionale del Grand Canyon e, proseguendo nel percorso, alla città di Williams.